# Bixaceae
Bixaceae is een botanische naam voor een familie van tweezaadlobbige planten. Een familie onder deze naam wordt algemeen erkend door systemen van plantentaxonomie, en ook door het APG-systeem (1998) en het APG II-systeem (2003).
Dit laatste (APG II) biedt twee mogelijke omschrijvingen voor deze familie:
- in enge zin: dan bestaat de familie uitsluitend uit het genus Bixa, dat veelal beschouwd wordt te bestaan uit één soort, de orleaanboom (Bixa orellana). Sommige auteurs splitsen deze uit tot meerdere soorten.
- in brede zin: dan omvat de familie ook de planten die anders de families Cochlospermaceae en Diegodendraceae zouden vormen.

In het Cronquist systeem (1981) is de plaatsing van de familie in een orde Violales.